# Anna Steinhardt

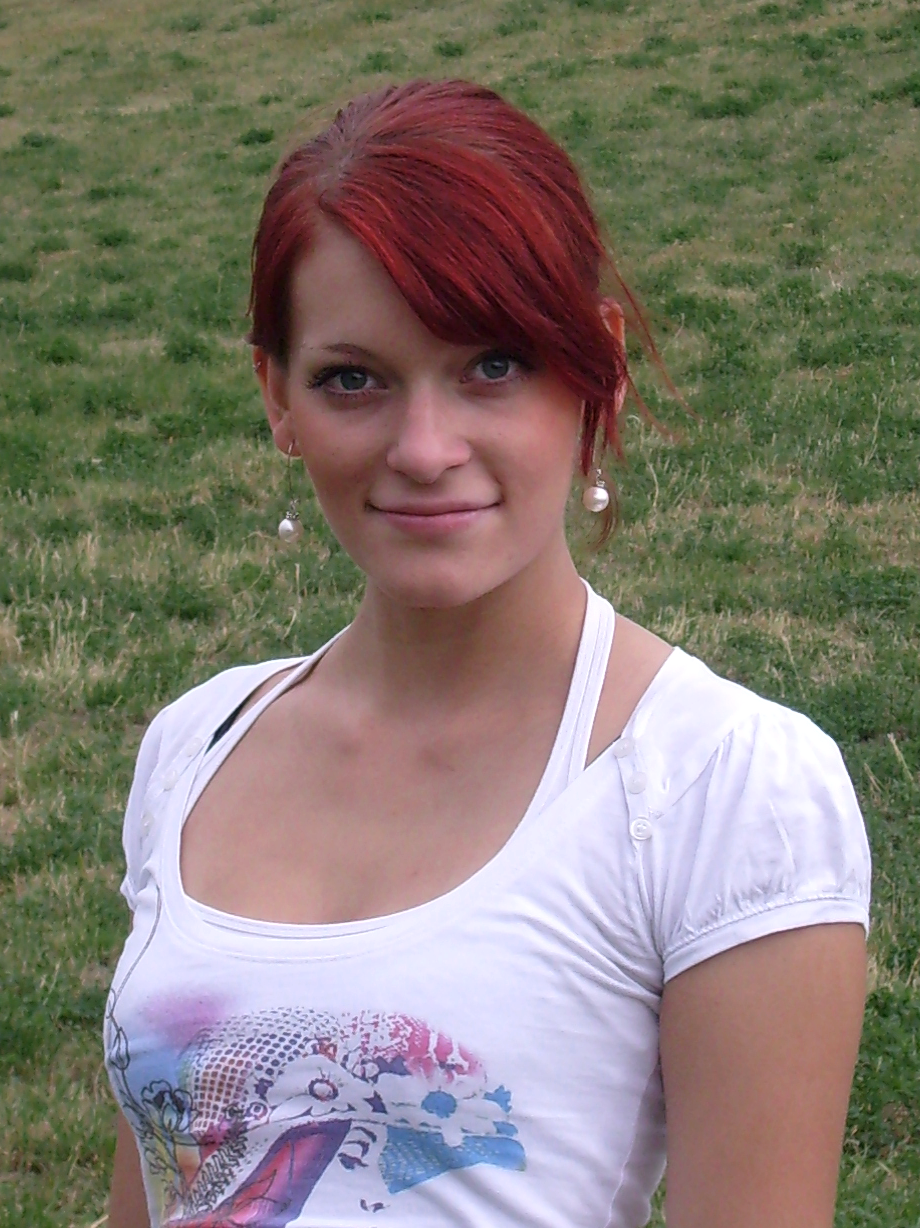
Anna Steinhardt (2008)

Anna Steinhardt (* 14. November 1988) ist eine deutsche Schauspielerin und Sängerin.

## Leben
Anna Steinhardt besuchte das Sophien-Gymnasium in Weimar. Während ihrer Schulzeit wirkte sie bereits im Schulchor mit und machte erste musikalische Erfahrungen als Frontfrau der Schülerband Anna&Friends. Sie spielte von Januar 2008 bis Dezember 2009 die Rolle der Paulina Pasulke in der Kinder- und Jugendserie Schloss Einstein, die Saxonia Media in Erfurt produziert und im KiKA ausgestrahlt wird. Im April 2010 hatte sie neben vielen anderen ehemaligen Schloss Einstein-Darstellern in der Folge 600 einen Gastauftritt, beim Staffelfinale der 14. Staffel (31. Dezember 2011) ist sie in Folge 688 noch einmal zu sehen. Ihre aktuellsten Gastauftritte sind in Staffel 25, Folgen 1023 und 1024 als Sirius’ Mutter und Charakter Paulina. Anna Steinhardt steht ebenfalls als Sängerin der Band 'ANN RED' auf der Bühne. Von Herbst 2009 bis Herbst 2010 stand Anna Steinhardt für den Weimarer Regionalsender „Salve TV“ für die Sendung „ONE.Cut“ vor der Kamera. Seit 2010 ist sie als Livemoderatorin und Sängerin auf verschiedenen Veranstaltungen präsent. Seit 2012 arbeitet sie als Sprecherin und Moderatorin für den Radiosender Radio Top 40 und Antenne Thüringen.
2024 hat sie ihr erstes eigenes Soloalbum als Sängerin "Auf das Echte" veröffentlicht.

## Filmografie
- 2008–2009, 2010, 2011, 2022: Schloss Einstein
- 2008: In aller Freundschaft
- 2010: Wie erziehe ich meine Eltern?
- 2023: Schloss Einstein & Die Pfefferkörner – Auf Gangsterjagd